# Goldenes Band der Sportpresse

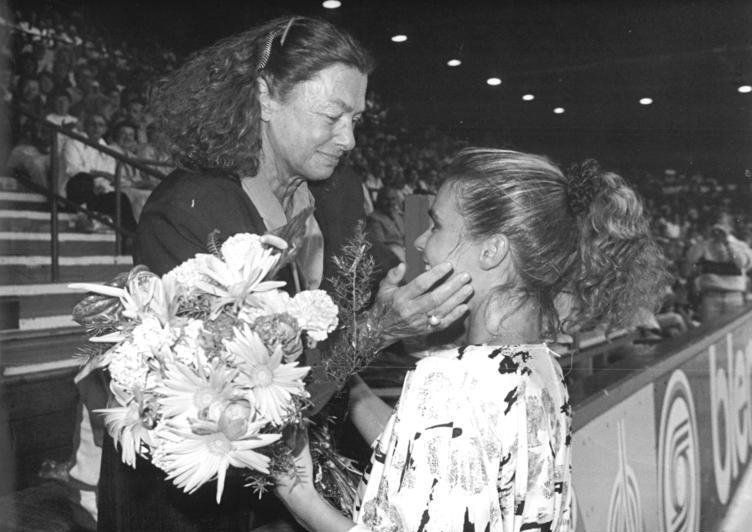
Jutta Müller (l.) und Katarina Witt, hier 1988, erhielten 2009 das „Goldene Band“.

Das Goldene Band der Sportpresse wird seit 1927 vom „Verband Deutscher Sportjournalisten Berlin-Brandenburg“ (VDS) an Persönlichkeiten des deutschen Sports verliehen. Es ist die älteste Sportauszeichnung Deutschlands. 2009 erfolgte die Verleihung zum 60. Mal.

## Preisträger
| Jahr      | Ausgezeichnete Personen |
| --------- | --- |
| 1927      | Otto Schmidt (Galopprennsport), Otto Peltzer (Leichtathletik), Ernst Vierkötter (Schwimmen)                                                  |
| 1928      | Carl-Friedrich von Langen (Reitsport), Walter Sawall (Radfahren), Helene Mayer (Fechtsport)                                                  |
| 1929      | Max Schmeling (Boxen), Fritz Morzik (Luftfahrt), Mathias Engel (Radfahren)                                                                   |
| 1930      | Wolfgang von Gronau (Luftfahrt), Hanne Sobek (Fußball)                                                                                       |
| 1931      | Rudolf Caracciola (Automobilrennsport), Cilly Aussem (Tennis)                                                                                |
| 1932      | Albert Poensgen (Billard), Daniel Prenn (Tennis), Albert Richter (Radsport), Herbert Buhtz (Rudern)                                          |
| 1933–1951 | nicht vergeben |
| 1952      | Gottfried von Cramm (Tennis), Herbert Klein (Schwimmen), Johannes Frömming (Trabrennsport), Rudolf Ullstein (Verleger)                       |
| 1953/54   | nicht vergeben |
| 1955      | Gundi Busch (Eiskunstlauf), Heinz Fütterer (Leichtathletik)                                                                                  |
| 1956      | Gerhard Hecht (Boxen), Hans Günter Winkler (Reitsport)                                                                                       |
| 1957      | Manfred Germar (Leichtathletik) |
| 1958      | Bubi Scholz (Boxen), Heinz Pfeiffer (Kunstradfahren)                                                                                         |
| 1959      | Fritz Thiedemann (Reitsport), Martin Lauer (Leichtathletik), Rita Paucka/Peter Kwiet (Roll- und Eiskunstlauf)                                |
| 1960      | Georg Thoma (Skisport), Armin Hary (Leichtathletik), Wilfried Dietrich (Ringen), Olympia-Achter Kiel/Ratzeburg (Rudern)                      |
| 1961      | Heidi Schmid (Fechtsport), Rudi Altig (Radsport)                                                                                             |
| 1962      | Fritz Walter (Fußball), Weltmeister-Vierer/Berliner Ruder-Club                                                                               |
| 1963      | Sepp Herberger (Fußball), Marika Kilius/Hans-Jürgen Bäumler (Eiskunstlauf), Berliner Hockey-Club                                             |
| 1964      | Manfred Schnelldorfer (Eiskunstlauf), Willi Kuhweide (Segeln), Willi Holdorf (Leichtathletik)                                                |
| 1965      | Hans-Joachim Klein (Schwimmen), Uwe Seeler (Fußball), Karl und Oskar Buchholz (Radball)                                                      |
| 1966      | Josef Neckermann (Dressurreiten), Helga und Jürgen Bernhold (Turniertanzsport), Werner von Moltke (Leichtathletik)                           |
| 1967      | Willi Daume (DSB- und NOK-Präsident), Detlef Lewe (Kanurennsport), Liesel Westermann (Leichtathletik)                                        |
| 1968      | Ingrid Becker (Leichtathletik), Annemarie Zimmermann/Roswitha Esser (Kanurennsport), Franz Keller (Skisport), Erhard Keller (Eisschnelllauf) |
| 1969      | Eberhard Schöler (Tischtennissport), Friedrich Wessel (Fechtsport), Günther Meier (Amateurboxen)                                             |
| 1970      | Renate Breuer (Kanurennsport), Jürgen Barth/Rainer Müller (Radsport), Heide Rosendahl (Leichtathletik)                                       |
| 1971      | Weltmeister-Vierer mit Steuermann (Rudern)                                                                                                   |
| 1972      | Liselott Linsenhoff (Dressurreiten), Hildegard Falck (Leichtathletik), Walter Demel (Skisport), Franz Beckenbauer (Fußball)                  |
| 1973/74   | nicht vergeben |
| 1975      | Eberhard Gienger (Turnen) |
| 1976      | Gold-Vierer und Gustav Kilian (Radsport) |
| 1977      | Annegret Richter (Leichtathletik) |
| 1978      | Alwin Schockemöhle (Reitsport) |
| 1979      | Klaus Steinbach (Schwimmen) |
| 1980      | Christiane Kieburg (Judo) |
| 1981      | Ralf Reichenbach (Leichtathletik) |
| 1982      | Wasserfreunde Spandau 04 (Wasserball) |
| 1983      | Harald Schmid (Leichtathletik) |
| 1984      | Rainer Podlesch (Radsport), Heinz Wewering (Trabrennsport)                                                                                   |
| 1985      | Reiner Klimke (Dressurreiten) |
| 1986      | Emil Beck (Fechtsport) |
| 1987      | Lorenz Funk (Eishockey), Christina Moser (Hockey)                                                                                            |
| 1988      | Manfred von Richthofen (Präsident des LSB Berlin), Manfred Donike (Sportmediziner)                                                           |
| 1989      | Peter-Michael Kolbe (Rudern) |
| 1990      | Sven Ottke (Boxen) |
| 1991      | Marianne Buggenhagen (Behindertensport/Leichtathletik), Horst Milde (Organisator Berlin-Marathon)                                            |
| 1992      | Michael Groß (Schwimmen) |
| 1993      | Birgit Fischer-Schmidt (Kanurennsport), Uwe-Jens Mey (Eisschnelllauf)                                                                        |
| 1994      | Jacqueline Börner (Eisschnelllauf), Otto Rehhagel (Fußball)                                                                                  |
| 1995      | Rudi Völler (Fußball) |
| 1996      | Jochen Schümann (Segeln) |
| 1997      | Olaf Ludwig (Radsport), Andreas Wecker (Turnen)                                                                                              |
| 1998      | Lars Riedel (Leichtathletik), Alba Berlin (Basketball)                                                                                       |
| 1999      | Heike Drechsler (Leichtathletik), Hartwig Gauder (Leichtathletik)                                                                            |
| 2000      | Dagmar Hase (Schwimmen), Bernd Heynemann (Fußball-Schiedsrichter)                                                                            |
| 2001      | Kathrin Boron (Rudern), Sabine Bau (Fechten), Martina Willing (Behindertensport)                                                             |
| 2002      | Gunda Niemann-Stirnemann (Eisschnelllauf), Ludger Beerbaum (Reitsport)                                                                       |
| 2003      | Claudia Pechstein (Eisschnelllauf), Joachim Franke (Eisschnelllauf-Trainer), Sabine Braun (Leichtathletik)                                   |
| 2004      | Bettina Wiegmann (Fußball), Otto Ziege (Radsport/Sechstagerennen-Organisator)                                                                |
| 2005      | Katrin Rutschow-Stomporowski (Rudern) |
| 2006      | Astrid Kumbernuss (Leichtathletik), Bernd Schröder (Fußball)                                                                                 |
| 2007      | Steffi Nerius (Leichtathletik), Georg Hackl (Rodeln), Oliver Kahn (Fußball)                                                                  |
| 2008      | Franka Dietzsch (Leichtathletik), Hans Wilhelm Gäb (Stiftung Deutsche Sporthilfe)                                                            |
| 2009      | Katarina Witt (Eiskunstlaufen), Jutta Müller (Eiskunstlauf-Trainerin), Rainer Schmidt (Tischtennis)                                          |
| 2010      | Jenny Wolf (Eisschnelllauf) |
| 2011      | Natascha Keller (Hockey) |
| 2012      | Heiner Brand (Handball) |
| 2013      | Sven Felski (Eishockey) |
| 2014      | Ronny Ziesmer (Turnen), Michael Ballack (Fußball)                                                                                            |
| 2015      | Welcome United (Fußball) |
| 2016      | Henning Harnisch (Basketball) |
| 2017      | Ines Geipel (Leichtathletik, Anti-Doping-Kämpferin)                                                                                          |
| 2018      | Harald Schmid (Hürdenläufer, Suchtprävention)                                                                                                |
| 2019      | Tugba Tekka (Fußball, Integrationsprojekt „Scoring Girls“)                                                                                   |
| 2020      | Streetfootballworld (Fußball) |
| 2021      | Friedhelm Julius Beucher (Präsident des Deutschen Behindertensportverbandes), Henry Maske (Boxen, Stiftung „Place for Kids“)                 |
| 2022      | Neven Subotić (Fußball) für seine humanitäre Stiftung „well:fair“                                                                            |
| 2023      | Deutsche Hockeynationalmannschaft der Damen für Umweltprojekt „Danas-Hockeywald“                                                             |
| 2024      | Felix Neureuther für seine Stiftung und das Projekt „Beweg dich schlau“                                                                      |